# Begegnungen (Album)
Begegnungen ist das 20. Studioalbum des deutschen Pop-Rock-Musikers Peter Maffay aus dem Jahr 1998.

## Entstehung und Veröffentlichung
Die Erstveröffentlichung von Begegnungen erfolgte am 2. März 1998 bei Ariola. Das Album erschien in seiner Originalausführung als CD mit 19 Titeln (Katalognummer: 74321 61634 2).
Die Texte aller Titel wurden von Bertram Engel (1,5,10,12,14,15,18,19), Carl Carlton (1,5,10,12,14,15,18,19), Mandawuy Yunupingu (1,2), Achinoam Nini (3,4), Gil Dorl (3,4), Bektas Turhan (6), Erci Ergün (6), Hakan Kirkpinar (6), Ozan Sinan (6), Lokua Kanza (7,8), Hamilton Lee (9), Natacha Atlas (9), Nicholas Page (9), Timothy Whelan (9), Sonny Landreth (11), Kevin Moore (13), Nikolaj Steen (16), Peter Maffay (17), Rolf Zuckowski (17), Luis Spath (17), George Angelescu Monteoro (18), Ken Taylor (19) geschrieben. Für die Produktion aller Lieder zeichnete das Trio aus Carlton, Engel und Maffay verantwortlich.

## Stil
Bei Begegnungen handelt es sich stilistisch um ein Pop-Rock mit Alternative-Rock- und Hard-Rock-Einflüssen. Es wurde in englischer, spanischer (Nessaja) und türkischer Sprache (Maffay 'la Cartel) aufgenommen.

## Titelliste
1. Nhulunbuy Fire Chants (Instrumental) – 0:29
2. Tribal Voice (feat. Yothu Yindi) – 4:40
3. Savior (Instrumental) – 1:10
4. Savior (feat. Noa) – 4:14
5. The Kasbah (Instrumental) – 0:46
6. Maffay ’la Cartel (feat. Cartel) – 3:44
7. W. Y. Confidential (Instrumental) – 0:53
8. Wapi Yo (feat. Lokua Kanza) – 4:20
9. Moustahil (feat. Natacha Atlas) – 3:18
10. Buddy’s Song (Instrumental) – 0:39
11. C'est Chaud (feat. Sonny Landreth) – 3:26
12. Neighbours (Instrumental) – 0:31
13. Am I Wrong (feat. Keb’ Mo’) – 3:23
14. Coming Home (feat. Carl Carlton & Bertram Engel) – 5:06
15. Gate B 52 (Instrumental) – 0:30
16. Good Thing (feat. Nikolaj Steen) – 2:54
17. Nessaja (Spanische Version) (feat. Jose Carreras) – 4:09
18. Ciocarlia (feat. George Angelescu) – 2:40
19. Something Will Happen (feat. Noa & Cartel & Jon Smith & Sonny Landreth & Yothu Yindi & Lokua Kanza & George Angelescu) – 4:00

## Mitwirkende (Auswahl)
- Peter Maffay (Gesang, Gitarre 2,4,6,8,9,11,13,14,16,17)
- Yothu Yindi (Gesang 2,19)
- Noa (Lead-Gesang 4,19)
- Cartel (Gesang Türkische Band 6,19)
- Lokua Kanza (Gesang, Akustikgitarre 8,19)
- Natacha Atlas (Gesang 9)
- Sonny Landreth (Lead-Gesang, Slide-Gitarre 11,19)
- Keb’ Mo’ (Gitarre, Harfe, Leadgesang 13)
- Carl Carlton (Gitarre, Begleitgesang, Lead Gesang, Keyboards, Bass 2, 4, 6, 9, 13, 14, 16)
- Bertram Engel (Lead Gesang, Begleitgesang, Becken, Blechbläser, Congas, E-Piano, Hihat, Perkussion, Schlagzeug 2, 4, 6, 8, 9, 11, 13, 14, 16, 17)
- Nikolaj Steen (Lead-Gesang, Begleitgesang, Gitarre 4, 16)
- José Carreras (Leadgesang 17)
- George Angelescu Monteoro (Streicher 4, 18, 19)
- Jon Smith (Gesang, Tenorsaxophon 13,16,19)
- Andreas Becker (Gitarre, Gesang 2,4,6,9)
- Bektas Turhan (Gesang 6)
- Daniel Kimball (Waschbrett 11)
- Erci Ergun (Gesang 6)
- Frank Diez (Gitarre 11)
- Ensemble (Streicher 4)
- Gil Dor (Akustikgitarre 4)
- Hakan Kirkpinar (Gesang 6)
- Jean-Jacques Kravetz (Clavinet 11)
- Jodie Cockatoo Creed (Gesang 2)
- Ken Taylor (Bass 2,4,6,8,9,11,13,16)
- Makuma Yunupingu (Gesang, Didgeridoo, Perkussion 2)
- Mandawuy Yunupingu (Leadgesang 2)
- MDR-Sinfonieorchester (Orchester 17)
- Pascal Kravetz (Blechbläser, E-Piano, Gesang, Keyboards, Klavier, Orgel 2,4,6,8,9,13,16)
- Peter Schirmann (Keyboards 17)
- Steve Howard (Flügelhorn, Trompete 8,13)
- Steve Riley (Akkordeon 11)
- The Legendary White Trash Horns (Blechbläser 13)
- Tim Whelan (Tastaturen 9)
- Ugurlu Aksit (6)
- Yumunu Yunupingu (Didgeridoo 2)

## Kommerzieller Erfolg

### Chartplatzierungen
| ChartsChartplatzierungen | Höchstplatzierung | Wochen |
| ------------------------ | ----------------- | ------ |
| Deutschland (GfK)        | 5 (44 Wo.)        | 44     |
| Österreich (Ö3)          | 37 (3 Wo.)        | 3      |
| Schweiz (IFPI)           | 8 (16 Wo.)        | 16     |

| ChartsJahrescharts (1998) | Platzierung |
| ------------------------- | ----------- |
| Deutschland (GfK)         | 15          |

### Auszeichnungen für Musikverkäufe
| Land/Region        | Auszeichnungen für Musikverkäufe (Land/Region, Auszeichnung, Verkäufe) | Verkäufe |
| ------------------ | ---------------------------------------------------------------------- | -------- |
| Deutschland (BVMI) | Platin                                                                 | 500.000  |
| Schweiz (IFPI)     | Gold                                                                   | 25.000   |
| Insgesamt          | 1× Gold · 1× Platin ·                                                  | 525.000  |